# Miralasgar Mirgasimov
Miralasgar Mirasadulla oglu Mirgasimov (en azerí: Mirələsgər (Mirəli) Mirəsədulla oğlu Mirqasımov; Bakú, 9 de febrero de 1924 - Bakú, 9 de noviembre de 2003) fue un escultor de Azerbaiyán,  galardonado con el título "Artista del pueblo de la la RSS de Azerbaiyán", miembro de la Unión de Artistas de Azerbaiyán.

## Biografía
Miralasgar Mirgasimov nació el 9 de febrero de 1924 en la ciudad de Bakú. Él fue hijo de Mirasadulla Mirgasimov, cirujano y científico azerbaiyano y primer presidente de la Academia Nacional de Ciencias de Azerbaiyán.
Miralasgar Mirgasimov fue primer escultor azerbaiyano que recibió una educación superior especializada completa. En 1944 se graduó con honores de la Escuela Estatal de Arte de Azerbaiyán en nombre de Azim Azimzade. También estudió en la Academia Imperial de las Artes de San Petersburgo y se graduó en 1951. Él es autor de los monumentos a Yafar Yabbarlí en Bakú, Nariman Narimanov en la ciudad de Sumqayıt, Jalil Mammadguluzade en Najicheván. Algunas de las obras del escultor, como el "Retrato de un petrolero", el "Retrato de una niña", la "Niña con una paloma", se exhiben en el Museo Nacional de Arte de Azerbaiyán en Bakú. Participó en exposiciones mundiales, incluida la Exposición Universal de Montreal en 1967. Las obras del artista también se exhibieron en Rusia, Polonia, Bulgaria, Alemania, Egipto y otros países.
Miralasgar Mirgasimov falleció el 9 de noviembre de 2003 en la ciudad de Bakú.

## Premios y títulos
- Artista de Honor de la RSS de Azerbaiyán (1963)
- Artista del Pueblo de la RSS de Azerbaiyán (1982)[5]
- Orden Shohrat (1996)[6]
- Jubilado personal del Presidente de la República de Azerbaiyán (2002)[7]